# Punjab Kings
I Punjab Kings (PBKS) sono una squadra di cricket in franchising con sede a Mohali, Punjab, che gioca nella Indian Premier League (IPL).
Fondato nel 2008 come Kings XI Punjab (KXIP), il franchise è di proprietà congiunta di Mohit Burman, Ness Wadia, Preity Zinta e Karan Paul. La squadra gioca le partite casalinghe allo stadio PCA, Mohali. Dal 2010 gioca alcune partite casalinghe a Dharamsala o Indore. A parte la stagione 2014, quando si è classificata seconda, la squadra ha fatto solo un'altra apparizione ai playoff in 13 stagioni.
I Punjab Kings hanno giocato una volta nell'ormai defunta Champions League Twenty20, nel 2014 come Kings XI Punjab e sono arrivati in semifinale. Il nome della squadra è stato cambiato in Punjab Kings nel febbraio 2021.